# Paolo De Chiesa
Paolo De Chiesa (Saluzzo, 14 marzo 1956) è un giornalista ed ex sciatore alpino italiano specialista dello slalom speciale.

## Biografia
È pronipote del calciatore e militare Luigi Ferraris (fratello del nonno materno Piero), caduto durante la prima guerra mondiale.

### Carriera sciistica
Fratello di Giovanna, a sua volta sciatrice alpina, Paolo De Chiesa si fece notare già nel 1970 quando si impose ai giochi della gioventù; fu lo sciatore più giovane della Valanga azzurra, e il più forte slalomista italiano di quella compagine dopo Gustav Thöni, Piero Gros e Fausto Radici. Nello stesso anno vinse anche lo slalom al Trofeo Topolino di sci alpino nella categoria Allievi; debuttò in campo internazionale in occasione degli Europei juniores di Jasná 1974, dove vinse la medaglia d'oro nello slalom speciale.
In Coppa del Mondo ottenne il primo risultato di rilievo nello slalom gigante di Val-d'Isère del 5 dicembre 1974 (9º) e il primo podio il 17 dicembre successivo sulla 3-Tre di Madonna di Campiglio, in slalom speciale. Quella sua prima stagione, 1974-1975, con diversi podi, rimase la migliore della sua carriera, che fu più lunga dei suoi compagni di squadra poiché rimase competitivo fino a trent'anni. Nonostante le ottime capacità, con dodici podi e oltre cinquanta piazzamenti nei primi dieci, non ottenne mai vittorie, in parte a causa del valore dei campioni con i quali dovette confrontarsi, tra i quali lo svedese Ingemar Stenmark, l'austro-lussemburghese Marc Girardelli e lo svizzero Pirmin Zurbriggen. Gareggiando in slalom speciale prese parte ai Giochi olimpici invernali di Lake Placid 1980 e Sarajevo 1984, uscendo in entrambe le occasioni nella prima manche, e ai Mondiali di Schladming 1982 (4º) e Bormio 1985 (6º); in Coppa del Mondo ottenne l'ultimo podio il 10 dicembre 1984 a Sestriere (2º) e l'ultimo piazzamento l'11 marzo 1986 a Heavenly Valley (5º).

### Carriera giornalistica

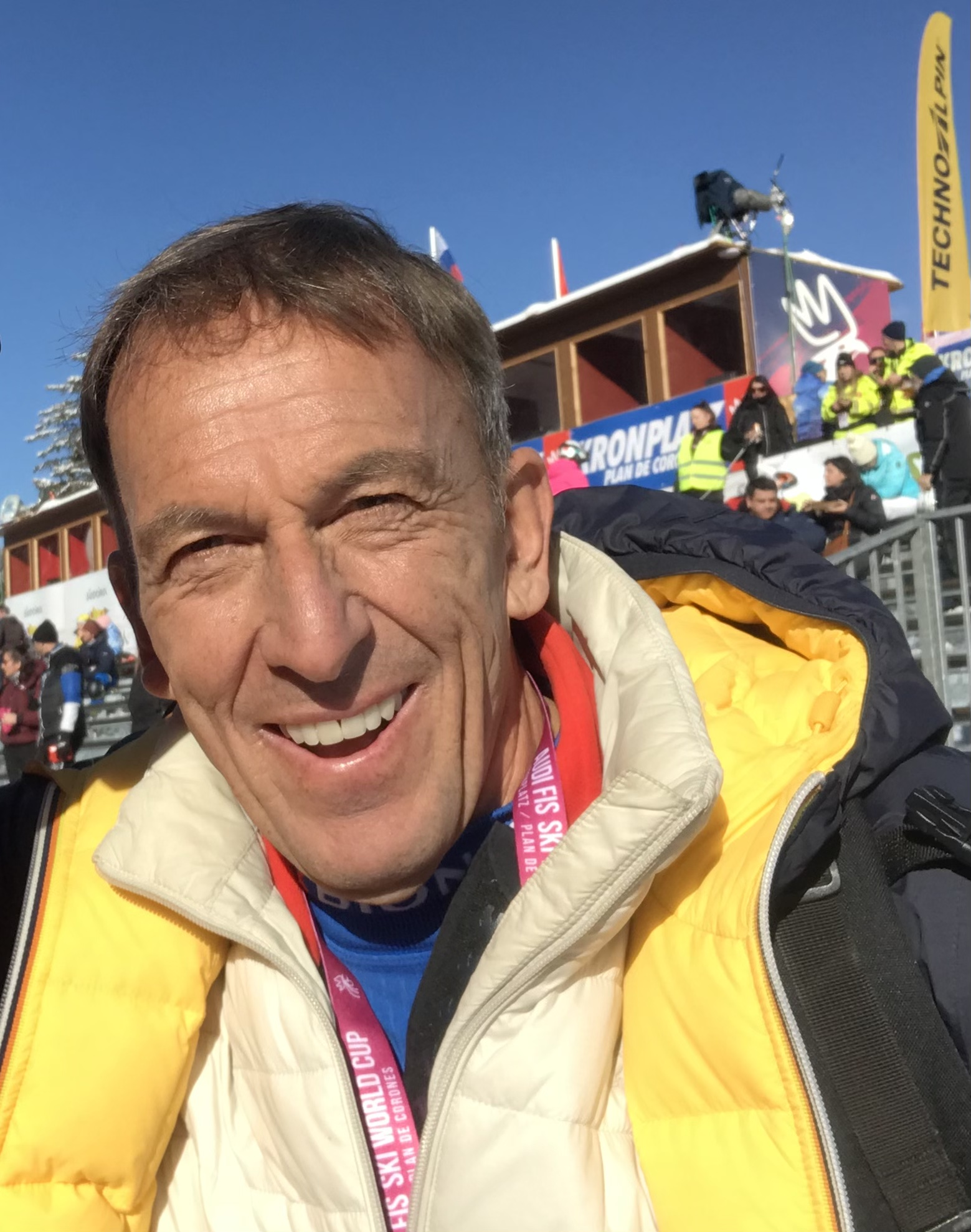
Paolo De Chiesa a San Vigilio nel 2023

Dopo il ritiro dalle competizioni si è dedicato al giornalismo, prima a Telemontecarlo e poi come collaboratore di varie riviste specializzate; dal 1993 è commentatore sportivo della Rai, per la quale si occupa delle telecronache e dei commenti in studio delle gare di sci alpino insieme a Sabrina Gandolfi e in occasione delle Olimpiadi di Torino 2006 ha collaborato con il TOROC nell'ambito della comunicazione, anche scrivendo numerosi articoli per il sito ufficiale della manifestazione. È iscritto all'Ordine dei giornalisti con qualifica di pubblicista dal 13 settembre 1990.

## Palmarès

### Europei juniores
- 1 medaglia[4]:
  - 1 oro (slalom speciale a Jasná 1974)

### Coppa del Mondo
- Miglior piazzamento in classifica generale: 10º nel 1975
- 12 podi (tutti in slalom speciale):
  - 4 secondi posti
  - 8 terzi posti

### Campionati italiani
- 4 medaglie[8]:
  - 3 argenti (slalom speciale nel 1978; slalom speciale nel 1981; slalom speciale nel 1985)
  - 1 bronzo (slalom speciale nel 1976)